# Illot rocós

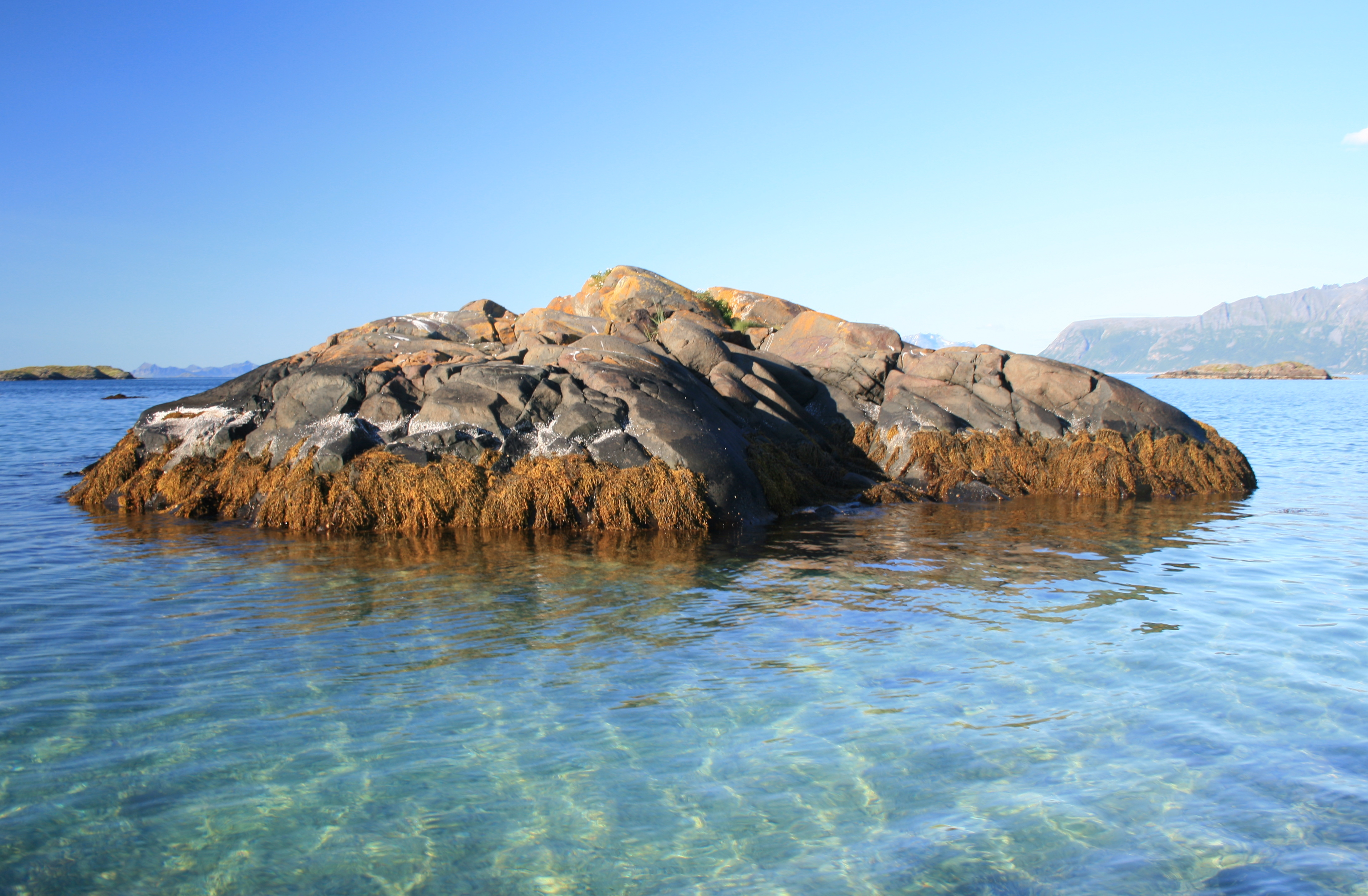
Illot rocós a Harstad, Noruega

Un illot rocós és una petita illa rocosa, que quan emergeix constitueix un perill per la navegació. Un escull s'anomena així quan una roca té menys de 20 metres d'aigua al damunt.